# Nombre premier de Sophie Germain
Un nombre premier G est appelé nombre premier de Sophie Germain si 2G + 1 est aussi un nombre premier, qui est alors  appelé nombre premier sûr et noté S dans ce qui suit. 
Un corollaire du théorème de Sophie Germain est que pour ces nombres premiers, un cas particulier du dernier théorème de Fermat (le « premier cas ») est vrai, c'est-à-dire qu'il n'existe pas d'entiers x, y, z tous trois non divisibles par G tels que xG + yG = zG.
Il est conjecturé qu'il existe une infinité de nombres premiers de Sophie Germain ; cependant, comme pour la conjecture des nombres premiers jumeaux, cela n'a pour le moment pas été démontré.

## Listes de nombres premiers de Sophie Germain
Les quarante-cinq premiers nombres premiers de Sophie Germain sont (voir suite A005384 de l'OEIS) :
2, 3, 5, 11, 23, 29, 41, 53, 83, 89, 113, 131, 173, 179, 191, 233, 239, 251,  281, 293, 359, 419, 431, 443, 491, 509, 593,  641, 653, 659, 683, 719, 743, 761, 809,  911, 953, 1 013, 1 019, 1 031, 1 049, 1 103, 1 223, 1 229 et 1 289.
Ils sont classés dans les deux tableaux ci-dessous, ordonnés sous la forme Gi inscrite en gras sous leur occurrence dans la liste complète des nombres premiers p, associés à leur nombre premier sûr noté Si = 2Gi + 1 dans la case immédiatement au-dessous.

## Quantité de nombres premiers de Sophie Germain
Une estimation heuristique pour la quantité de nombres premiers de Sophie Germain inférieurs à n est 2C2 n / (ln n)² où C2 est la constante des nombres premiers jumeaux, approximativement égale à 0,660161. Pour n = 104, cette estimation prédit 156 nombres premiers de Sophie Germain, qui est de 20 % d'erreur comparé à la valeur exacte de 190. Pour n = 107, l'estimation prédit 50 822, qui est d'un écart de 10 % par rapport à la valeur exacte de 56 032.

## Chaîne de Cunningham
Une suite {p, 2p + 1, 2(2p + 1) + 1, ...} de nombres premiers de Sophie Germain est appelée une chaîne de Cunningham de première espèce. Chaque terme d'une telle suite, à l'exception du premier et du dernier, est à la fois un nombre premier de Sophie Germain et un nombre premier sûr. Le premier est un nombre de Sophie Germain, le dernier un nombre premier sûr.

## Exemple d'application
Soit {\displaystyle p} un nombre premier de la forme {\displaystyle p=4k+3}. Alors {\displaystyle p} est un nombre premier de Sophie Germain si et seulement si le nombre de Mersenne {\displaystyle M_{p}=2^{p}-1} est un nombre composé dont {\displaystyle 2p+1} est un diviseur. Ce théorème dû à Euler peut être utilisé comme test de primalité; par exemple 83 est premier (et 83 = 4 × 20 + 3) de même que 167  = 2 × 83 + 1. Par conséquent {\displaystyle M_{83}=2^{83}-1} est divisible par 167 et n'est donc pas premier.